# Nilsson (band)
Nilsson was een Nederlandse alternatieve band, actief van 1990 tot 2001.
De band werd in 1990 op Texel opgericht onder de naam "Cease Fire". De band bestond uit zangeres/gitarist Marieke Eelman, gitarist "Pinie", toetsenist Oscar Bremer, drummer Jan Jacob Zegel en bassist Wilco Witte. Onder de naam Cease Fire werd nog de demo She's Fire uitgebracht, maar een jaar later werd de bandnaam veranderd in Vivid.
In 1993, na een verhuizing naar Alkmaar, werd het debuutalbum Seed Pearl en de debuutsingle Insane opgenomen. Hiermee kreeg de band enige bekendheid: zo waren ze "demo van de maand" in Musicmaker en werd  de halve finale van de Grote Prijs van Nederland gehaald.
Om verwarring met het gelijknamige pornobedrijf en andere bands met de naam Vivid te voorkomen, veranderde de band in 1997 opnieuw van naam, ditmaal in "Nilsson". De debuutsingle onder deze naam, Elastic Baby, werd een bescheiden hit en tevens Radio 3FM's Megahit. Door dit succes bood CNR de band een contract aan.
Het jaar erna verscheen het debuutalbum, ook Nilsson genaamd. Dit album, uitgeroepen tot "album van de week" op 3FM, leverde de band een Edisonnominatie op. Tevens speelde de band twee jaar op rij op het Noorderslagfestival.
In 2000 werd het tweede album, Freddie's Garden, opgenomen in de studio van Queen-drummer Roger Taylor. De naam van de plaat verwees naar de tuin waar de zanger van Queen, Freddie Mercury, regelmatig vertoefde. In het kader van de zogenoemde "Flashback tours" trad de band verscheidene malen op met repertoire van Queen.
Omdat de doorbraak bij het grote publiek uitbleef, besloot Nilsson begin 2001 te stoppen. Er werd hierna een doorstart gemaakt onder de naam Eelman, waarbij de muzikale richting meer popgericht was.

## Discografie
Albums
- Nilsson (1997)
- Freddie's Garden (2000)

Singles
- Elastic Baby (1997)
- Ben (Oil, scars & asphalt) (1997)
- My Brain's Down (1997)
- Stars (2000)
- Don't Push Me Under (2000)